# Омгба, Айме
Айме Нтсама Омгба (нидерл. Aimé Ntsama Omgba; род. 22 октября 2002, Лейден, Южная Голландия) — нидерландский футболист камерунского происхождения, атакующий полузащитник клуба «Гент».

## Клубная карьера
Омгба — воспитанник клубов «Фейеноорд», НЕК и НАК Бреда. 6 января 2023 года в матче против дублёров ПСВ он дебютировал в Эрстедивизи в составе последних. 31 марта в поединке против «ВВВ-Венло» Айме забил свой первый гол за НАК Бреда. В 2024 году игрок помог клубу выйти в элиту. В том же году Омгба перешёл в бельгийский «Гент», подписав контракт на 5 лет. 1 марта 2025 года в матче против «Брюгге» он дебютировал в Жюпиле лиге. 9 марта в поединке против «Антверпена» Айме забил свой первый гол за «Гент».